# Terminal Marítimo Inácio Barbosa
O Terminal Marítimo Inácio Barbosa - TMIB, popularmente conhecido como Porto da Barra dos Coqueiros ou Porto de Sergipe, está localizado no município brasileiro de Barra dos Coqueiros, na Região Metropolitana de Aracaju, em Sergipe. É o único terminal portuário do estado.
Situa-se num local afastado do centro do município, na região do Jatobá, próximo ao Parque Eólico Barra dos Coqueiros e da Usina Termoelétrica Porto de Sergipe I.

## Histórico
Em 12 de novembro de 1985, através do Decreto no 91.911/1985, foi concedida pela União a exploração do Terminal Marítimo Inácio Barbosa ao estado de Sergipe, tendo sido a empresa pública Sergiportos sua primeira gestora.
Ainda em 1985, foi estabelecida uma parceria entre a Petrobras e o governo do estado de Sergipe para construção do terminal marítimo, em razão da necessidade de uma infraestrutura portuária para atender às demandas de escoamento da produção de ureia (Nitrofértil), de potássio e de salgema (Petromisa). A Petrobras foi responsável pelo financiamento e construção do terminal, que foi transferido para a Sergiportos.
Com base na Lei dos Portos (Lei nº 8.630/93), a Vale do Rio Doce assumiu o controle operacional do terminal. a partir de 26 de outubro de 1994.
O porto foi inaugurado oficialmente em 15 de dezembro de 1994.
Em dezembro de 2002, o Terminal Marítimo Inácio Barbosa foi assumido pela Petrobras em troca do cancelamento de dívidas com o Estado do Sergipe, de acordo com a Lei 4.733/2002. No mesmo mês,  a CVRD e a Petrobras assinaram contrato para que a CVRD administrasse o terminal por um período de 10 anos 
Em 15 de março de 2013, foi celebrado um contrato entre a Petrobras e a VLI Operações Portuárias para constituição do Consórcio TMIB através da união de ativos e recursos visando a operação comercial do Terminal Marítimo Inácio Barbosa - TMIB, que recebeu a titularidade da outorga do terminal.
Em maio de 2014, a VLI Multimodal sucedeu a Vale e assumiu a gestão do terminal.

## Estrutura
O TMIB é um terminal offshore, seu cais de acostagem situa-se a 2.400 m da linha da costa e é abrigado por um quebra-mar artificial de 550 m.
O porto opera cargas gerais, como madeira, coque, uréia, trigo, ferilizantes e sucos naturais. É ainda utilizado, pela Petrobras, para apoio às atividades de exploração e produção de petróleo na costa de Sergipe.
Sua jurisdição compreende a costa do estado de Sergipe, desde a extremidade norte da foz do rio Sergipe até a divisa com o estado de Alagoas e a margem sergipana do trecho navegável do rio São Francisco.
Possui capacidade de armazenagem para 55 mil toneladas, distribuídas em nove armazéns e dois silos de cimento com altura de 63 metros e capacidade de 17.500 toneladas cada um.
O terminal está ligado à malha rodoviária federal (BR-101) através da rodovia estadual SE-226, com 22 quilômetros de extensão.